# Большое Язно
Большо́е Я́зно (бел. Вялі́кае Я́зна) — озеро в Миорском районе Витебской области Белоруссии в бассейне реки Аута (приток Дисны).
Площадь поверхности озера 1,5 км², длина 3,2 км, наибольшая ширина 1 км. Наибольшая глубина озера Большое Язно достигает 6,5 м. Длина береговой линии 9,6 км, площадь водосбора — 60,7 км², объём воды 5,5 млн м³.
Озеро расположено в 38 км к юго-востоку от города Миоры и в 40 км к юго-западу от Полоцка. На южном берегу озера находится агрогородок Язно и деревня Пашнено, рядом с северным берегом деревни Куриловичи и Пуговки. В северо-восточную часть озера впадает река Истлянка, в южную — протока из озера Малое Язно. Сток из озера осуществляется через короткую протоку длиной в несколько сот метров в северо-западной части озера, которая ведёт в реку Аута.
Озеро имеет вытянутую форму, береговая линия изрезана. В юго-западной части остров площадью 0,5 га. Склоны котловины распаханные, местами под кустарником, на востоке и юго-востоке высокие и крутые. Берега низкие. Дно песчаное, глубже 3-4 м илистое. Подводная растительность распространена до глубины 3 м.